# Pietro Paolo Bombino
Pietro Paolo Bombino (* um 1575 in Cosenza, Kalabrien; † 1648 in Mantua) war ein italienischer Ordensmann, Redner, Theologe und Historiker. Bombino war der erste Biograf von Edmund Campion.

## Leben
Geboren in Cosenza in Kalabrien, trat er 1592 den Jesuiten bei und lehrte Philosophie und Heilige Schrift an der Päpstlichen Universität Gregoriana. in den Jahren 1601 und 1602 lehrte er Rhetorik in Parma. Später verließ er die Gesellschaft Jesu, um sich dem Orden der Somasker anzuschließen, in dem er 1629 Gelübde ablegte.
Als produktiver Autor diente er bis 1622 als Theologe von Ferdinando Gonzaga. Bombino starb 1648 und hinterließ unter anderem eine bereinigte Ausgabe von Catull, verschiedene Reden, ein Leben des heiligen Ignatius von Loyola (1609) und einen Auszug aus der Geschichte Spaniens (1634). Er war ein Bewunderer von Galileo Galilei, mit dem er über die Breitenmessung korrespondierte.

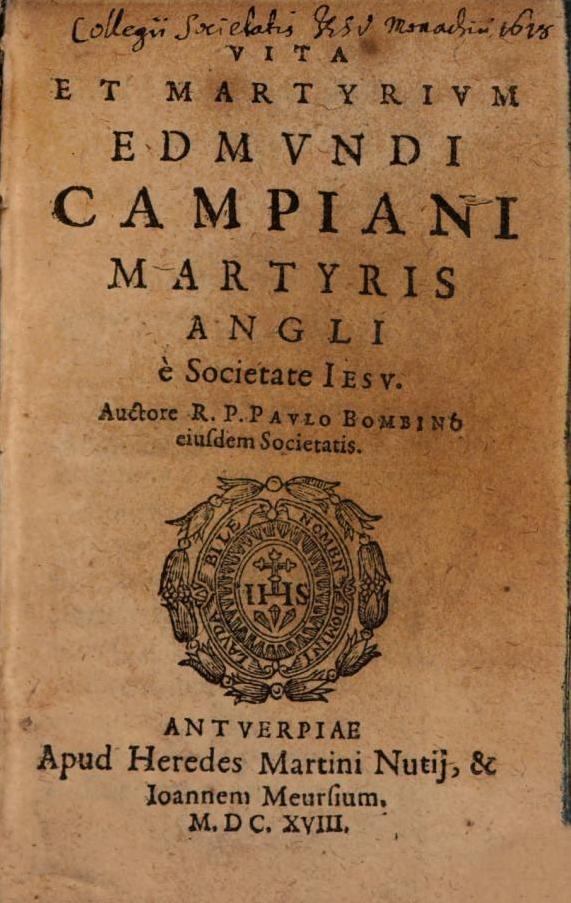
Vita et Martyrium Edmundi Campiani, 1618

Seine Biografie über Campion, Vita et Martyrium Edmundi Campiani, Martyris Angli e Societate Jesu („Leben und Martyrium von Edmund Campion, englischer Märtyrer der Gesellschaft Jesu“), wurde erstmals 1618 in Antwerpen veröffentlicht und in einer eleganten Ausgabe in Mantua nachgedruckt, im Jahr 1620. Bombinos Vita hatte einen bemerkenswerten kommerziellen Erfolg und wurde mehrmals nachgedruckt. Der deutsche Gelehrte Caspar Schoppe betrachtete es als ein Buch „von reinem und raffiniertem Ausdruck und exquisiter Eleganz“ („castæ et emendatæ dictionis, et exquisitæ elegantiæ“).
Richard Simpson, der moderne Campion-Biograf, nutzte Bombino voll aus (wie seine Notizbücher zeigen). In den Archiven der Gesellschaft Jesu in Rom befindet sich eine Abschrift von Bombinos Werk, in dem sich viele noch unveröffentlichte Ergänzungen des Autors befinden.

## Werke
- In funere Margaritæ Austriæ Uxoris Philippi III. Hispaniarum Regis habita ad Sodales Virginis Assumptæ in ædibus Societatis Jesu, Romæ, apud Bartholom. Zannettum, 1611; ibid. 1671.
- In die Parasceves, Oratio habita in Sacello Pontificio, Romæ, apud Mascardum, 1612; ibid., apud Franciscum Caballum, 1612.
- De adventu Spiritus Sancti, Oratio habita in Sacello Pontifcio, Romæ, apud Jacobum Mascardum, 1612.
- In die VII Pentecostes, Oratio etc., Romæ, ap. Mascardum 1612;
- Vestigium Gymnasi Romani ad Card. Burghesium, Romæ, ap. Mascardum, 1615.
- Vita di Sant'Ignazio Lojola, Neapel, Lazzaro Scoriggio, 1615; Rom, Zannetti, 1622; Neapel, Secondino Roncagliolo, 1627.
- Vita et Martyrium Edmundi Campiani Angli Soc. Jesu, Antuerpiæ, apud heredes Martini Nutii, et Joh. Meursium, 1618; Mantuæ, apud Osannas, 1620; Parisiis, 1620; Neapoli, 1627.
- In funere Cosmi II. Etruriæ Ducis, Oratio etc. Mantuæ, apud Franciscum Osannam, 1621.
- In funere Philippi III. Hispaniarum Regis, Oratio etc., Mantuæ, apud Osannam, 1621.
- In funere Ferdinandi II. Cæsaris, Oratio habita in Templo Sanctæ Barbaræ etc. Mantuæ, apud Aurelium Osannam, 1632.
- Breviarium rerum Hispanicarum, Enneas Prima. ex Typographia Pinelliana, Venetiis 1634 (Latein, google.com).
- De Sfortiadum Originibus, seu Magnus Sfortia, Mediolani, apud Jo. Baptistam Malatestam.
- In Sigismundum II Poloniæ Regem Elogium, Mediolani, apud Jo. Baptistam Malatestam.